# Kartoffelrevolution

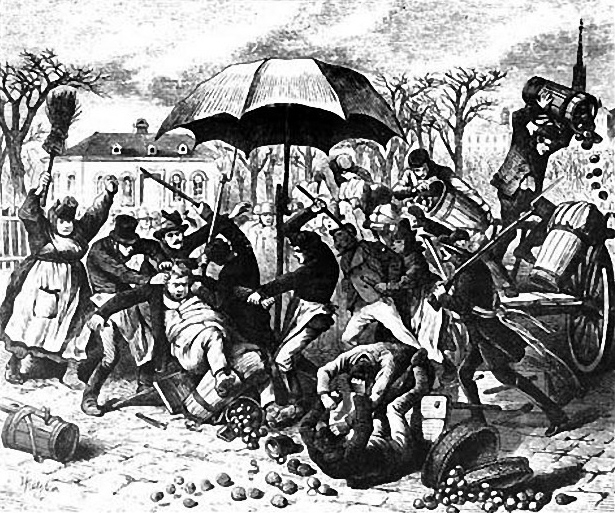
Attaque des étals de pommes de terre, lithographie de Vincent Katzler.

Kartoffelrevolution  (« la révolution des pommes de terre ») désigne des émeutes populaires, provoquées par la situation sociale misérable d'une grande partie de la population de la ville, qui se sont produites à Berlin (royaume de Prusse) en avril 1847. Ces événements sont dus à une forte hausse des prix des denrées alimentaires consécutives à une série de mauvaises récoltes. Ce n'est que par le recours aux militaires que ces troubles ont pu être arrêtés au bout de trois jours. Ces émeutes sont considérées comme les prémices de la Révolution de Mars de 1848/1849.

## Contexte
Berlin a connu entre le Congrès de Vienne de 1815 et la révolution de mars 1848 (période appelée plus tard Vormärz, c'est-à-dire « avant-mars ») une augmentation rapide de la population. La ville avait 200 000 habitants en 1815 et 385 000 trente ans plus tard. La raison de cette évolution a été le début de l'industrialisation, qui introduisit un changement fondamental dans les conditions de production. Des usines mécaniques, textiles, chimiques et d'autres entreprises industrielles, se sont multipliées autour de la ville. Les ouvriers d'usine et les artisans, encore nombreux, étaient sous la menace des variations conjoncturelles de l'économie, beaucoup d'entre eux vivaient en permanence au bord de la pauvreté. L'immigration continue entretenait une offre de main-d'œuvre excédentaire. Il en résultait des journées de travail de 12 à 15 heures, des salaires de misère et le travail des enfants. Les problèmes sociaux croissants étaient concentrés dans les banlieues résidentielles de Berlin. Dans le nord de la ville principalement, vivaient des groupes composés surtout d'habitants misérables, vivant dans des logements très médiocres, que les bourgeois établis et les autorités considéraient comme des criminels en puissance, prêts à recourir à la violence, et qu'ils surveillaient avec méfiance.

## Les troubles
À l'été 1846, l'Europe centrale fit une mauvaise récolte céréalière. Encore plus grave, la récolte de la pomme de terre, véritable aliment de base de la population, à cause de la maladie du feuillage et des tubercules, donna moins de 50 % du rendement habituel. En prévision de la pénurie et de la hausse des prix qui s'ensuivrait, le conseil municipal de Berlin adressa au début du mois d'octobre 1846 une lettre au roi Frédéric IV pour lui demander d'interdire l'exportation des céréales et la transformation des pommes de terre en eau-de-vie.
Le gouvernement prussien décida de s'opposer à la proposition en arguant que la représentation des citoyens avait, par cette pétition, outrepassé de loin ses pouvoirs.
Cette décision - de même que l'abrogation « exceptionnelle » des droits à l'importation sur la farine et des céréales, intervenue seulement au début de janvier 1847 - répondait totalement aux intérêts des grands propriétaires prussiens et reconnaissait leur influence sur l'administration de l'État.
Les agriculteurs des campagnes environnant Berlin ont augmenté le prix des pommes de terre livrées sur les marchés hebdomadaires de la ville. Le prix d'un boisseau de pommes de terre (environ 2 à 2,5 kg) qui était normalement d'un groschen en argent (de) (Sgr), s'élevait à trois Sgr à la fin janvier 1847.
Des rumeurs ont circulé, selon lesquelles un prix maximum officiel de deux Sgr avait été fixé, ce que la préfecture de police a démenti - il n'était pas question de limiter la liberté du commerce. Au lieu de cela, il y eut, comme les années précédentes, des actions caritatives isolées de la part de citoyens riches et de la noblesse. Des organismes privés, tels que « Armen-Speisungs-Anstalt » (agence pour l'alimentation des pauvres) ou « Kottwitzsche Armen-Beschäftigungs-Anstalt »(agence Kottwitz pour l'occupation des pauvres), ont tenté d'atténuer les effets des problèmes sociaux. Des bals de charité ont été organisés « en faveur des pauvres ». En outre, la consommation de substituts de farine et de viande de cheval était recommandée.
À la mi-avril 1847, le prix des pommes de terre atteint cinq Sgr, soit la moitié du salaire quotidien moyen d'un ouvrier ; pour les nombreux chômeurs et ouvriers occasionnels, et leurs familles généralement nombreuses, cet aliment de base devient inaccessible. Ce n'est qu'à ce moment que les autorités municipales de Berlin ont levé, temporairement, la taxe communale sur la farine et les céréales qui devaient être versée à l'entrée de la ville. Cela n'a presque rien changé au prix élevé des pommes de terre. La mesure à en revanche affaibli la solidité financière de la ville, qui était déjà en situation difficile - en 1847, 40 % du budget étaient consacrés à l'aide des nombreux habitants nécessiteux, comme les subventions publiques pour l'alimentation des pauvres et les bons d'achat de pain.
Le mercredi 21 avril 1847 les violences ont commencé sur la place de Gendarmenmarkt. Un commerçant - comme d'autres vendeurs - avait augmenté le prix des pommes de terre de manière spectaculaire, provoquant les protestations des clients en disant qu'ils seraient probablement heureux, dans un proche avenir, quand les agriculteurs leur vendront du foin. Les ouvriers ont alors déchiré les sacs de pommes de terre et se sont servis sans payer. Des scènes similaires se sont produites sur les places de Molkenmarkt (de) et Dönhoffplatz où des étals ont été détruits et des commerçants menacés. Les deux policiers de marché présents sur place n'ont pas pu empêcher les exactions.
Le marché hebdomadaire habituel du jeudi sur l'Alexanderplatz n'a pas eu lieu le 22 avril car les commerçants, après les événements de la veille, ne sont pas venus. Des attroupements de personnes venues pour la plupart de la périphérie de la ville se sont formés là et dans d'autres endroits, et le pillage des boulangeries et des boucheries a commencé dans les rues voisines. L'administration militaire prussienne, qui le mercredi n'avait pas encore pris ses responsabilités, a mobilisé vers la mi-journée sa garnison de Berlin face aux pillages et a procédé à de nombreuses arrestations. Choqués, les manifestants ont alors brisé les vitres des fenêtres du palais royal sur l'avenue Unter den Linden, où résidait le prince Guillaume de Prusse, commandant du corps des gardes (et futur empereur Guillaume Ier). Le vendredi 23 avril tout le territoire de la ville était systématiquement quadrillé par l'armée. La surveillance a été si efficace, en particulier sur les marchés de Gendarmenmarkt, Dönhoffplatz et Neuer Markt, que les commerçants sont progressivement revenus et les troubles ont cessé. De plus, la municipalité de Berlin a pu apporter une grande quantité de pommes de terre au prix de 2 ½ Sgr pour calmer la situation.
Une centaine d'émeutiers ont été condamnés à la réclusion criminelle et envoyés en prison. La sentence la plus sévère fut infligée à un ouvrier de 32 ans, père de deux enfants ; il fut condamné à dix ans de prison parce qu'il avait frappé un officier et avait arraché son épée à un soldat. La plupart des condamnés ont été amnistiés et libérés le 15 octobre 1847 à l'occasion de l'anniversaire du roi Frédéric-Guillaume IV.
Vingt-cinq ans plus tard, l'empereur Guillaume Ier, évoquant la « Révolution des pommes de terre », déclarait : « ces événements ne doivent pas être sous-estimés - à peine un an après la tourmente apparemment inoffensive de 1847, ce fut la Révolution de Mars de 1848 et l'État tout fut en danger ».